# Lejops nasutus
Lejops nasutus är en tvåvingeart som beskrevs av Charles Howard Curran 1929. Lejops nasutus ingår i släktet sävblomflugor, och familjen blomflugor.
Artens utbredningsområde är Kongo. Inga underarter finns listade i Catalogue of Life.